# Coode Island
Coode Island är en ö i Australien. Den ligger i delstaten Victoria, nära delstatshuvudstaden Melbourne.
Runt Coode Island är det i huvudsak tätbebyggt. Genomsnittlig årsnederbörd är 971 millimeter. Den regnigaste månaden är juni, med i genomsnitt 115 mm nederbörd, och den torraste är januari, med 34 mm nederbörd.